# Niño Valdés
Giraldo Valdés Ponciano (* 5. Dezember 1924 in Havanna, Kuba; † 3. Juni 2001 in New York), genannt el Niño (dt. das Kind, in den USA meist Nino Valdes geschrieben) war ein kubanischer Profiboxer.

## Weltranglistenboxer
Valdés war ein Schwergewichtsboxer und wog in seiner aktiven Zeit (1941 bis 1959) circa zwischen 90 und 97 kg bei einer Größe von 1,90 m. Als Profiboxer bestritt er 70 Kämpfe, von denen er 48 gewann (36 K. o.) und zweimal ein Remis erreichte. Nino Valdés boxte viele bekannte Schwergewichtler, die in den Weltranglisten und Europaranglisten standen, aber nie um eine anerkannte Weltmeisterschaft.
1955 boxte er gegen Archie Moore um den extra für diesen Kampf kreierten Nevada World Heavyweight Title, nachdem er elf Kämpfe hintereinander gewinnen konnte und dabei unter anderem Ezzard Charles, Heinz Neuhaus, Karel Sys und Tommy „Hurricane“ Jackson besiegen konnte. Der frühere Schwergewichts-Weltmeister James Braddock war Ringrichter bei dieser Auseinandersetzung, die Archie Moore zu seinen Gunsten entscheiden konnte: Der Kampf ging über die Distanz von 15 Runden; Moore konnte davon acht gewinnen, Valdés fünf.

## „Journeyman“
Die zweite Hälfte der 1950er Jahre bestritt Valdés als – wenn auch hochklassiger – „Journeyman“ und Prüfstein, der überall und jeden boxte. Er unterlag gegen die Topleute der damaligen Weltrangliste Eddie Machen (einmal nach Punkten, einmal durch TKO in der achten Runde) und dem späteren Herausforderer des Weltmeisters von 1967 Muhammad Ali, Zora Folley (nach Punkten). Alex Miteff und Alonzo Johnson waren ebenfalls spätere Gegner Cassius Clays und wurden, als sie gegen Valdés kämpften und nach Runden gewannen, ebenfalls zur erweiterten Weltspitze gerechnet. Bei dem Kampf mit Miteff handelte es sich um ein 2:1-Urteil. 1959 besiegte Sonny Liston „El Niño“ Valdés durch K. o. in der dritten Runde. Dass Valdés dennoch ein Klassemann war, wenn auch über den Zenit seines Könnens hinaus, zeigte sich in seinem letzten Kampf gegen Brian London, den Valdés durch TKO in der siebten Runde in London für sich entschied. London war in seinem vorherigen Kampf um die Weltmeisterschaft gegen den amtierenden Titelträger Floyd Patterson bis in die elfte Runde gekommen, bevor er k. o. geschlagen wurde. 1966 kämpfte Brian London erneut um den Titel, aber gegen Muhammad Ali.

## Leben nach der Boxer-Karriere
„El Niño“ Valdés war in seiner Heimat Kuba sehr populär und einer sehr breiten Bevölkerungsschicht bekannt, so dass er auch für Lebensmittel warb und sich einen höheren Lebensstandard erarbeitet hatte. Er plante eine Boxschule zu gründen, aber durch die Machtübernahme Fidel Castros konnte Valdés diese Idee nicht mehr in die Tat umsetzen und entschied sich zur Immigration in die USA, wo er, da in Kuba enteignet und in den USA als weitgehend unbekannt und ungelernt geltend, als Türsteher arbeitete. Er verstarb im Jahr 2001 76-jährig verarmt.

## Boxhistorische Bewertung und Relevanz
Zu einer Zeit als es in jeder Gewichtsklasse nur einen Titelträger gab und auch andere Titel eher rar gesät waren, ist es schwer, Valdés mit heutigen erfolgreichen Boxern zu vergleichen. Aber ein Wertmesser könnte die Tatsache sein, dass Valdés Ex-Weltmeister Ezzard Charles nach Punkten besiegte, zehn Monate bevor dieser das erste Mal gegen Rocky Marciano um den Titel boxte und umstritten verlor, so dass ein Rückkampf stattfinden musste.